# Idrottens Walk of Fame

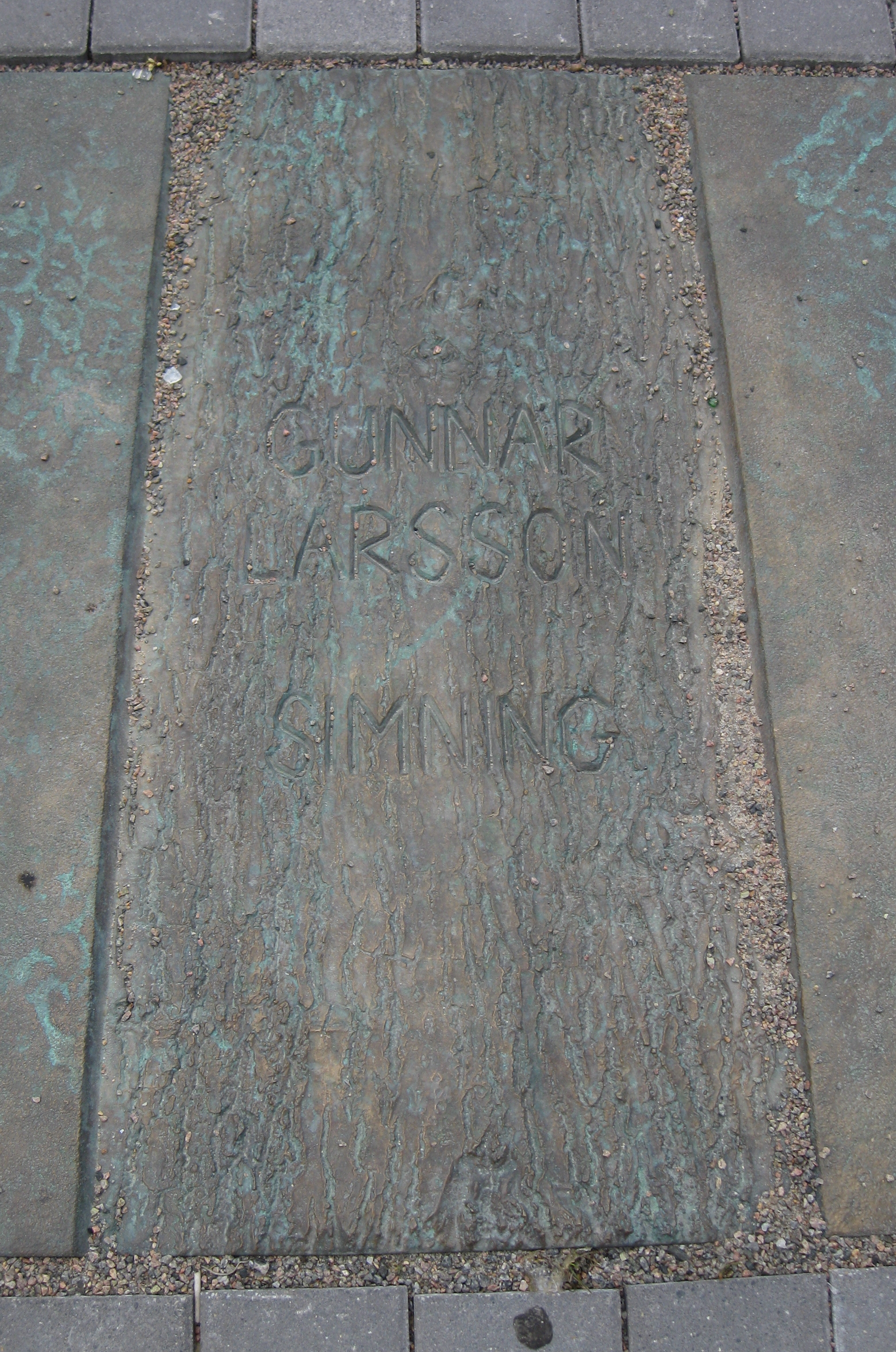
Gunnar Larssons platta på Idrottens walk of fame.

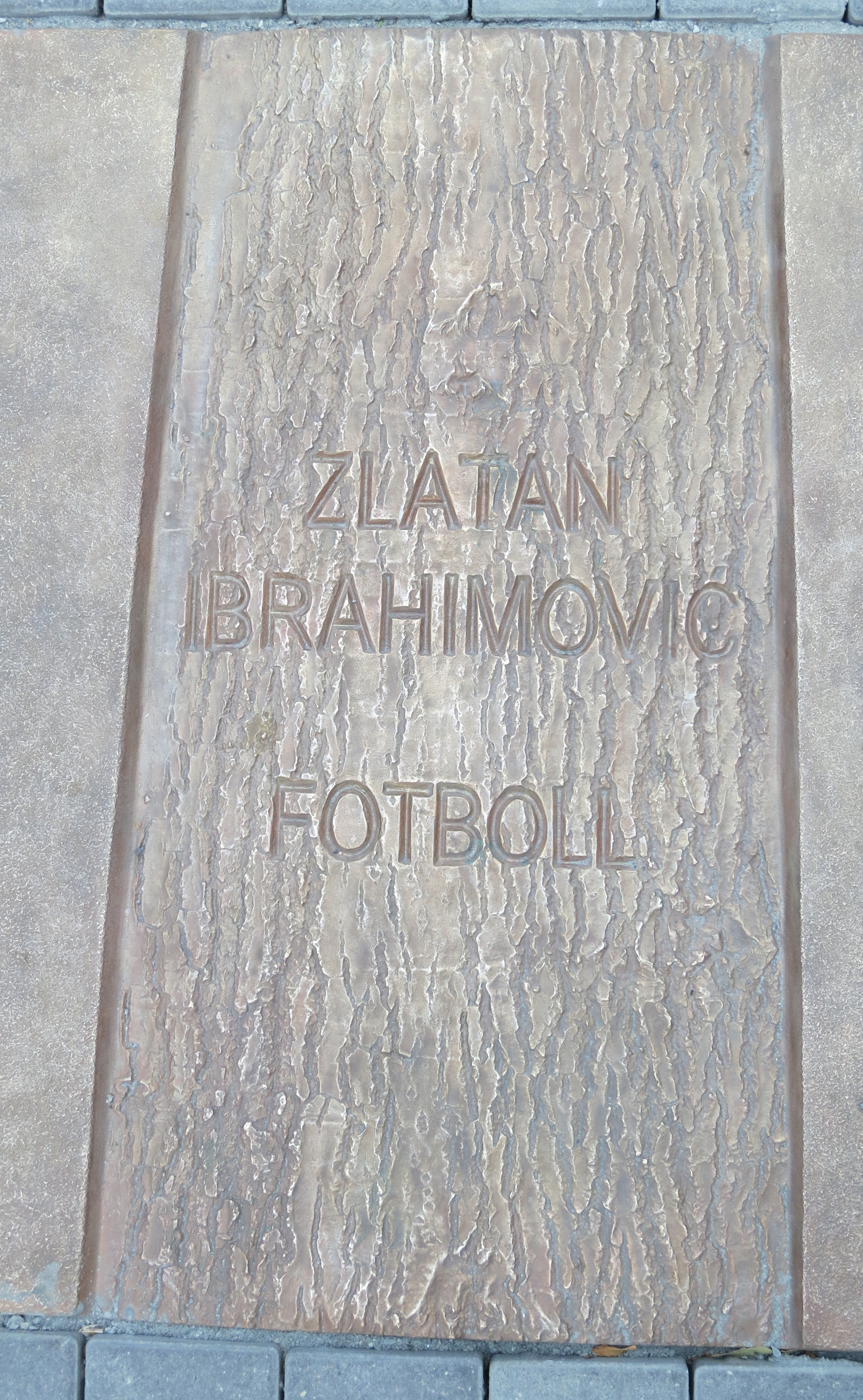
Zlatan Ibrahimovićs platta på Idrottens walk of fame.

Idrottens Walk of Fame är personliga plattor placerade på Stadiontorget i Malmö för att hedra idrottare för deras insatser i Malmöklubbar eller för Malmöidrotten.
Anläggningen invigdes 21 september 2009 då 16 idrottare fick egna plattor. Under våren hade Malmöbor och idrottsföreningar nominerat sina favoriter. Sedan har juryn - bestående av fritidsnämndens ordförande, vice ordförande, fritidsdirektören och Skånes idrottsförbund - valt ut de första idrottarna.

## Walk of Fame: Stjärnorna

### 2009
- Johan Richthoff, brottare
- Mats Näslund, ishockey
- Bosse Larsson , fotboll
- Eva Twedberg-Stuart, badminton
- Erik Nilsson, fotboll
- Sven-Åke Nilsson, cykel
- Gunnar Larsson, simning
- Jörgen Persson, bordtennis
- Calle Westergren, brottning
- Ricky Bruch, friidrott - diskus
- Karl-Erik Nilsson, brottning
- Gunder Hägg, friidrott - medeldistanslöpare
- Annette Hagre Johannesson, bowling
- Gustaf Freij, brottning
- Marie-Louise Freij, simning
- Kjell Rosén, fotboll

### 2010
- Frithiof Mårtensson, brottning
- Therese Sjögran, fotboll

### 2011
- Lennart Strandberg, friidrott - kortdistanslöpare
- Lena Videkull, fotboll

### 2012
- Lennart Strand, friidrott - medeldistanslöpare
- Zlatan Ibrahimović, fotboll

### 2013
- Mats Olsson, handboll

### 2014
- Maria Bengtsson, badminton

### 2015
- Peter "Pekka" Lindmark, ishockey

### 2016
- Patrik Andersson, fotboll

### 2017
- Martin Paulsson, bowling

### 2018
- Lim Xiaoqing, badminton
- Thure Sjöstedt, brottning

### 2019
- Caroline Jönsson, fotboll

### 2020
- Jimmy Björkstrand, goalball

### 2021
- Yvonne Berndt, bowling

### 2022
- Emy Machnow, simning
- Karolina Kedzierska, taekwondo

### 2023
- Raimo Helminen, ishockey
- Carl Holmberg, friidrott

## Källa
- Malmö stad, Idrottens Walk of Fame
- Walk of Fame och Mästartavlorna på Idrottsmuseets vänner